# إكليلية (جنس من الحشرات)
إكليليَّة (بالإنجليزية: diadem)‏، ولها تسميات أُخرى مُرادفة هي: Hypolimnas(تحت البُحَيراء/ئيّة)[بحاجة لمصدر] وَ eggfly(ذُبابة البَيْض). هي جنس/نوع من الفراشات المَدَارِيّة ذات أقدام فِرْشاتيّة(لكونها تحوي أوبارًا). نوع واحد مُثير للاهتمام بسبب انتشاره الواسع في خمس قارّات هو الفراشة الدانية؛ وهو أيضًا النوع الوحيد المتواجد في الأمريكتين[ ؟ ].
تُعرَف الإكليليَّات بالاختلاف بين الذكر والأنثى من حيث الشَّكل ومُحاكاتها الهادئة لِفراشة حشيشة اللبن السامّة. كمثال، الفراشة الدانية تُقَلِّد فراشة الشخر(فراشة النمر السادة)، وَالفراشة العظيمة تُقَلِّد الغُراب الأستراليّ. في كُلِّ حالة، تُقَلِّد الإكليليَّات علامات الدانيات، 
وَبذلك تتبنّى صِيْتًا(سُمْعَةً) يُنَفِّر المُفترسين دون أن تكون سامّةً.

## الأنواع
مرتّبة أبجديًّا.
- Hypolimnas alimena (Linnaeus, 1758) – Blue-banded Eggfly
- Hypolimnas anomala (Wallace, 1869) – Malayan Eggfly
- Hypolimnas antevorta (Distant, 1880)
- Hypolimnas anthedon (Doubleday, 1845) – Variable Eggfly or Variable Diadem
- Hypolimnas antilope (Cramer, [1777]) – Spotted Crow Eggfly
- Hypolimnas aubergeri Hecq, 1987 – Côte d'Ivoire Eggfly
- Hypolimnas aurifascia Mengel, 1903
- Hypolimnas bartelotti Grose-Smith, 1890
- Hypolimnas bolina (Linnaeus, 1758) – Common Eggfly or Great Eggfly
- Hypolimnas chapmani (Hewitson, 1873) – Chapman’s Eggfly
- Hypolimnas deceptor (Trimen, 1873) – Deceptive Eggfly
- Hypolimnas deois Hewitson, 1858
- Hypolimnas dexithea (Hewitson, 1863) – Madagascar Diadem
- Hypolimnas dinarcha (Hewitson, 1865) – Large Variable Diadem or Large Variable Eggfly
- Hypolimnas diomea Hewitson, 1861
- Hypolimnas dimona Fruhstorfer, 1912
- Hypolimnas euploeoides Rothschild, 1915
- Hypolimnas fraterna Wallace, 1869
- Hypolimnas inopinata Waterhouse, 1920
- Hypolimnas macarthuri Neidhoefer, 1972
- Hypolimnas mechowi (Dewitz, 1884)
- فراشة دانية (Linnaeus, 1764) – Mimic, فراشة دانية, or Diadem
- Hypolimnas monteironis (Druce, 1874) – Black-tipped Diadem or Scarce Blue Diadem
- Hypolimnas octocula Butler, 1869 – Eight-spot Diadem
- Hypolimnas pandarus (Linnaeus, 1758)
- Hypolimnas pithoeca Kirsch, 1877
- Hypolimnas salmacis (Druce, 1773) – Blue Diadem
- Hypolimnas saundersii (Hewitson, 1869)
- Hypolimnas usambara (Ward, 1872) – Red Spot Diadem or Usambara Diadem

## روابط خارجيّة
- صور تمثِّل الإكليليّات في تجمع من أجل الرمز الشريطي للحياة.